# Lage (Lippe)
Lage település Németországban, azon belül Észak-Rajna-Vesztfália tartományban. Lakosainak száma 35 311 fő (2023. december 31.). Lage Bad Salzuflen, Lemgo, Detmold, Augustdorf, Oerlinghausen és Leopoldshöhe községekkel határos.

## Népesség
A település népességének változása:
| Lakosok száma | 31 724 | 35 166 | 35 047 | 34 686 | 35 423 | 35 311 |
|               | 1975   | 2017   | 2019   | 2021   | 2022   | 2023   |